# Jorge Torres Nilo
Jorge Emmanuel Torres Nilo (Tijuana, 16 gennaio 1988) è un ex calciatore messicano, di ruolo difensore.

## Carriera

### Nazionale
Viene convocato per la Copa América Centenario negli Stati Uniti e, nella stessa estate, per le Olimpiadi 2016 in Brasile.

## Palmarès

### Club
- Campionato messicano: 4

Tigres UANL: Apertura 2011, Apertura 2015, Apertura 2016, Apertura 2017
- Coppa del Messico: 1

Tigres UANL: Clausura 2014
- Campeón de Campeones: 3

Tigres: 2016, 2017, 2018

### Nazionale
- Gold Cup: 2

2011, 2015